# Steve Novosel
Steve Novosel (Farrell, 1940) is een Amerikaanse jazzcontrabassist.

## Biografie
Novosel speelde op 11-jarige leeftijd samen met zijn grootvader Joegoslavische volksliederen op de piano. Op 13-jarige leeftijd leerde hij voor het eerst trompet toen hij onder invloed was van de muziek van Clifford Brown, Miles Davis, Max Roach en Horace Silver. Na afsluiting van de highschool verhuisde hij naar New York om trompet te studeren. Na drie jaar in de stad vervulde hij zijn militaire dienstplicht, waarbij hij trompet speelde in een legerband. Gestationeerd in Washington bezocht hij de plaatselijke jazzclubs en wisselde hij tijdens deze periode naar de contrabas. Zijn mentor was de saxofonist Charlie 'Bird' Hampton. Hij werkte vanaf de jaren 1960 met Dill Jones (Piano Man for All Seasons, 1967) en Roland Kirk (The Inflated Tear, 1967), tijdens de volgende jaren ook met Father Herrera en het trio ESP, maar ook met Lloyd McNeill, Charles Tolliver en Stanley Cowell. 
Tijdens de jaren 1970 speelde hij met David Fathead Newman, Bob Wilber en Nathan Page. Bovendien was hij lid van het Andrew White Quartet, waarmee hij meestal optrad in Washington D.C. Tijdens de jaren 1980 en 1990 werkte hij met Milt Jackson, Eddie Harris en Al Grey. Als lid van het trio van Larry Willis was hij betrokken bij opnamen met Jack Walrath, Dave Bargeron, Robin Kenyatta en Kendra Shank. Verder speelde hij met Thurman Green, Jack Jeffers, Warren Smith, Shirley Horn, Dave Burns, John Hicks en uiteindelijk met Marty Nau. In de loop van zijn carrière trad hij bovendien op met Cedar Walton, McCoy Tyner, Hank Jones, Dizzy Gillespie, Clark Terry, Sonny Rollins, Eddie Lockjaw Davis, Sweets Edison, James Moody, Archie Shepp en Blue Mitchell. Verder was hij begeleidingsmuzikant van de zangers Billy Eckstine, Joe Williams, Donny Hathaway, Anita O'Day, Roberta Flack en Betty Carter. Ook was hij tussen 1967 en 2010 betrokken bij circa 100 opnamesessies. 

## Privéleven
Novosel was van 1966 tot aan zijn scheiding in 1972 getrouwd met Roberta Flack.
- Gemeinsame Normdatei: 134794389
- International Standard Name Identifier: 0000 0000 5515 493X
- Library of Congress Control Number: n94084250
- MusicBrainz: 2597be38-e3f4-415b-ac74-8bbd6d10194b
- Virtual International Authority File: 4166200
- WorldCat: E39PBJrGw3gpTkXFhVBHdTpVmd